# 視聴覚最高評議会
視聴覚高等評議会（しちょうかくこうとうひょうぎかい、Conseil supérieur de l'audiovisuel 、略称：CSA（セサ））とはかつて存在したフランスにおける電気通信・放送等の規律・監督を行う規制機関である。
フランスの電気通信・放送等を規律する視聴覚コミュニケーション法を所管する独立規制機関。テレビ・ラジオ放送等におけるフランス語作品の放送時間を一定以上に定めるといった権限を事実上持ち、もって外国文化（とりわけアメリカ文化）の防遏に努め、フランス文化の｢一体性｣を保持することも重要な任務としていた。この点で、技術面・商業面での規制・監督等を主任務とする他国の類似の機関と大きく相違するとされ、典型的な「フランス的」行政機関であるとも評価された。 
2022年、インターネット上での作品の配布と権利の保護に関する最高評議会と合併、視聴覚およびデジタル通信規制局となり廃止。